# Gilduin
Gilduin, (łac.) Gilduinus (ur. ok. 1052 w Dol-de-Bretagne, zm. 27 stycznia 1077 w Chartres) – święty Kościoła katolickiego, biskup nominat Dol.
Pochodził ze szlacheckiej rodziny pana na Dol Rivallena (Rivallona). W rodzinnym mieście został mianowany kanonikiem katedralnym przez krewnego arcybiskupa. Był świadkiem symonii i ingerencji władz świeckich w obsadę stanowisk kościelnych, czemu towarzyszył kryzys w łonie kleru, okresu poprzedzającego reformy wprowadzone przez papieża Grzegorz VII. Gilduin będąc diakonem został wybrany przez kanoników na następcę odwołanego przez Grzegorza VII ok. 1075 roku Jutalea. Tenże Jutalel swój tytuł kupił i wiódł gorszące życie feudała, sprzeniewierzając powierzone mu dobra kościelne i pozostając w związku małżeńskim, za czym wśród wiernych dorobił się przydomku archilupus (arcywilka).
Ponieważ odmowa niedoświadczonego, młodego nominata została odrzucona udał się Gilduin do Rzymu i przekonał do swoich racji papieża, który na jego miejsce wyznaczył Ewana, który mu towarzyszył w wizycie. 
Śmierć zastała go w drodze powrotnej w Chartres, a trwały kult zapoczątkowała inwencja i celebrowana uroczysta translacja.
Wspomnienie liturgiczne obchodzone jest w dies natalis (27 stycznia).